# 雙龍吐珠
《雙龍吐珠》（1986年）是香港一系列關於反黑組的喜劇電影，由吳耀漢、岑建勳、羅美薇和葉德嫻主演。片名依次為《神勇雙響炮》（1984年）、《雙龍出海》（1984年）、《智勇三寶》（1985年）和《雙龍吐珠》（1986年）。

## 劇情
貝多芬與吳阿秋這兩個精煉幹探，不單只是工作上的好拍檔，二人更視對方為知己良朋。秋與芬奉命保護重要證人羅美美，但美美天性好動，不喜被貼身保護，遂設計逃走，引來追殺危機，秋更為保護美美而受傷進院。秋以為自己身患絕症，遂奮不顧身，保護芬與美美，擊退殺手。後秋得知「絕症」只不過是電腦失靈所造成的誤會，如釋重負，決定將計就計，繼續瞞騙芬與妻子Annie。「絕症」計果得逞，連事業心甚重的Annie亦決定辭職，陪秋往夏威夷渡假。秋起程之日，正是芬將美美護送往法院的日子，殺手有備而來，秋只得與芬合力對付殺手，將美美安全送往法庭。同時，Annie已得知「絕症」真相，假期頓成泡影，秋慨嘆聰明反被聰明誤。

## 演員表
| 演員   | 角色   | 備註         |
| ------ | ------ | ------------ |
| 吳耀漢 | 吳阿秋 | 雙主角之一。 |
| 岑建勳 | 貝多芬 | 雙主角之一。 |
| 葉德嫻 | 演安娜 |              |
| 羅美薇 | 羅美美 |              |
| 午馬   | 老鬼   |              |

## 幕後
- 導演：葉榮祖
- 監制：岑建勳
- 攝影：爾冬陞(署名為“爾冬隆”)